# Cantatorium
Das Cantatorium (lat. cantare „singen“; „Buch des Kantors“) war etwa vom ausgehenden siebten bzw. beginnenden achten bis zum 13. Jahrhundert an das Gesangbuch für die solistisch vorgetragenen Gesänge der Messliturgie, demnach ein Vorsängerbuch als Auszug aus dem Graduale. Im Spätmittelalter enthielt es auch Tropen und Sequenzen sowie außerbiblische Kirchengesänge. Ein berühmt gewordenes Beispiel für ein Cantatorium enthält der in der St. Galler Stiftsbibliothek aufbewahrte Codex Sangallensis 359 aus dem zehnten Jahrhundert.
Aus dem frühen 11. Jahrhundert stammen die in St. Emmeram in Regensburg geschriebenen Cantatorien, die heute als clm 14083 und clm 14322 in der Bayerischen Staatsbibliothek in München aufbewahrt werden.
Als Cantatorium (S. Huberti) wird auch die Chronik von Saint-Hubert (Chronicon monasterii Andaginensis) bezeichnet.